# Robin Müller
Robin Guy Müller (* 16. Juni 2000 in Berlin) ist ein deutscher Fußballspieler.

## Karriere
Nach seinen Anfängen in der Jugend von Hertha 03 Zehlendorf wechselte er im Sommer 2018 in die Jugendabteilung des SV Babelsberg 03. Im Sommer 2019 wurde er in den Kader der ersten Mannschaft in der Regionalliga Nordost aufgenommen. Im März 2021 verlängerte er seinen Vertrag bis Sommer 2023. Nach 46 Ligaspielen in drei Spielzeiten wechselte er im Sommer 2022 in die Regionalliga Nord zur zweiten Mannschaft des FC St. Pauli.
Nach einer Saison und elf Toren in 30 Ligaspielen wechselte Müller im Sommer 2023 zum Drittligisten MSV Duisburg. Dort kam er auch zu seinem ersten Einsatz im Profibereich, als er am 19. August 2023, dem 2. Spieltag, bei der 0:3-Heimniederlage gegen den TSV 1860 München in der Startformation stand.